# Agta, Mt. Iraya (jezik)
Mt. Iraya Agta jezik (itbeg rugnot, rugnot of lake buhi east, inagta of mt. iraya, lake buhi east; ISO 639-3: atl), jedan od tri naga jezika šire bikolske skupine veliko centralnofilipinskih jezika, kojim govori oko 150 (2000 S. Wurm) od 375 etničkih Negrita u provinciji Bicol na otoku Luzon, Filipini.
Govori se istočno od jezera Buhi. ostala dva jezika koja pripadaju istoj skupini su isarog agta,  [agk] i centralni bicolano [bcl].

## Vanjske poveznice
- Ethnologue (14th)
- Ethnologue (15th)